# Oceans of Fantasy
Oceans of Fantasy (с англ. — «Океаны фантазии») — четвёртый студийный альбом евро-карибской группы Boney M., выпущенный в сентябре 1979 года. Oceans Of Fantasy стал вторым альбомом Boney M., который возглавил британские хит-парады.
Альбому предшествовал изданный весной 1979 года сингл «Hooray! Hooray! It’s Holi-Holiday», один из самых больших хитов группы. Оригинальная длина трека составляет 4:02, а песни, такие как «Gotta Go Home» и «Bahama Mama», были на семь секунд длиннее, чем на самом альбоме. Как и в предыдущем альбоме группы Nightflight to Venus, оригинальные записи Hansa Records также включали ряд различных изменений некоторых треков.
На некоторых дисках был указан неверный порядок треков.

## Список песен
Сторона A
1. «Let It All Be Music» (W. S. van Vugt)
2. «Gotta Go Home» (музыка Фрэнка Фариана, Хайнца Хута, Юргена Хута; слова Фреда Джея)
3. «Bye Bye Bluebird» (Фрэнк Фариан, Фред Джей и Джордж Рейам)
4. «Bahama Mama» (музыка Фрэнка Фариана, слова Фреда Джея)
5. «Hold On I’m Coming» (Исаак Хайес, Девид Портер)
6. «Two of Us» (Леннон — Маккартни[1])
7. «Ribbons of Blue» (авторы Кейт Форси, Л. Эндрю)

Сторона В
1. «Oceans of Fantasy» (Дитмар Кауэл, Диди Зил, Фред Джей) — 5:26
2. «El Lute» (Фрэнк Фариан, Фред Джей, Ганс Блюм)
3. «No More Chain Gang» (Райнер Эрхардт, Фрэнк Фариан и Фред Джей)
4. «I’m Born Again» (авторы Гельмут Рулофс и Фред Джей) — 4:08
5. «No Time to Lose» (Фрэнк Фариан, Фред Джей, Стефан Клинкхаммер)
6. «The Calendar Song (January, February, March …)» (Фрэнк Фариан)

## Хит-парады
Альбом
| Год  | Чарт            | Позиция |
| ---- | --------------- | ------- |
| 1979 | Норвегия        | 1       |
| 1979 | UK Albums Chart | 1       |

Сингл
| Год  | Сингл                   | Великобритания | Норвегия |
| ---- | ----------------------- | -------------- | -------- |
| 1979 | «Gotta Go Home/El Lute» | 12             | 4        |
| 1979 | «I’m Born Again»        | 35             | -        |

## Сертификация
| Регион | Сертификация | Продажи  |
| --- | ------------ | -------- |
| Финляндия (Musiikkituottajat)                                                                                            | Золотой      | 26,117   |
| Германия (BVMI) | Платиновый   | 500 000^ |
| Гонконг (IFPI Hong Kong)                                                                                                 | Платиновый   | 20 000*  |
| Нидерланды (NVPI) | Платиновый   | 100 000^ |
| Испания (PROMUSICAE) | Платиновый   | 100 000^ |
| Великобритания (BPI) | Платиновый   | 300 000^ |
| * Данные о продажах приведены только на основе сертификации. ^ Данные о тиражах приведены только на основе сертификации. |              |          |